# أندرياس سبارل
أندرياس سبارل (بالإنجليزية: Andreas Sperl)‏ هو المدير المالي التنفيذي (CFO) لصانع الطائرات الأوروبي ايرباص. عيـّن بهذا المنصب في جوان 2000 وههو مسؤول عن المالية, المراقبة, الحسابات وإدارة المخاطر. هو عضو بالمجلس التنفيذي لايرباص.

## حياته المهنية
بدأ سبيرل مسيرته المهنية في جامعة مونستر وانضم إلى شركة دايملر في عام 1979 كمتخصص في قسم المشاركات. تم تعيينه مساعدًا للرئيس والمدير التنفيذي في عام 1982، وفي عام 1986 أصبح مديرًا للتخطيط الجماعي.
بين عامي 1989 و1991، كان سبيرل رئيسًا لمجلس إدارة شركة أوتومارسان، التي أصبحت فيما بعد شركة مرسيدس بنز ، ومن عام 1991 إلى عام 1995 كان المدير العام لشركة مرسيدس بنز المكسيك.
من عام 1995 حتى تم تعيينه مديراً مالياً لشركة إيرباص، شغل سبيرل منصب نائب الرئيس التنفيذي لشركة دايملر كرايسلر للطيران في ميونيخ، وكان مسؤولاً عن عمليات الدمج والاستحواذ